# 村鉄
村鉄（むらてつ、生没年不詳）とは江戸時代の江戸にあった地本問屋。

## 来歴
村鉄と号して弘化ころに江戸で地本問屋を営業している。村田屋治郎兵衛系か。歌川広重、歌川芳藤の錦絵を出版している。

## 作品
- 歌川広重 『東海道五十三次細見図会』 大判 錦絵揃物 弘化ころ
- 歌川芳藤 『和漢英雄伝』